# Bodotria nitida
Bodotria nitida är en kräftdjursart som beskrevs av Francis Day 1978. Bodotria nitida ingår i släktet Bodotria och familjen Bodotriidae. Inga underarter finns listade i Catalogue of Life.